# Anapisona bordeaux
Anapisona bordeaux är en spindelart som beskrevs av Norman I. Platnick och Mohammad U. Shadab 1979. Anapisona bordeaux ingår i släktet Anapisona och familjen Anapidae. Inga underarter finns listade i Catalogue of Life.